# 托馬斯·盧爾茨
托馬斯·盧爾茨（德語：Thomas Lurz；1979年11月28日—）是一位德國男子游泳運動員。他主要擅長長距離自由泳。他代表德國參加了2004年和2008年奧運會的游泳比賽。